# Francisco Lázaro
Francisco Lázaro da Silva (Benfica, 21 gennaio 1891 – Stoccolma, 15 luglio 1912) è stato un maratoneta portoghese.

## Biografia
Fu il primo maratoneta olimpico e portabandiera della rappresentanza portoghese in occasione della prima partecipazione assoluta del Portogallo ai giochi olimpici, nella V edizione svoltasi a Stoccolma nel 1912.
Come tutti gli atleti olimpici dei suoi tempi, Lázaro era un dilettante e lavorava come carpentiere in una fabbrica di automobili di Lisbona. Prima della partecipazione ai giochi olimpici aveva vinto tre campionati nazionali di maratona svoltisi nel suo paese d'origine.
Lázaro fu il primo atleta a morire durante un evento olimpico, poche ore dopo essere collassato al 30º chilometro della maratona. Inizialmente si ritenne che la morte fosse dovuta alla grave disidratazione causata dall'alta temperatura registrata durante la gara. Più tardi si scoprì invece che Lázaro aveva coperto estese zone del proprio corpo con della cera, in modo da evitare ustioni; l'impermeabilità della cera aveva quindi impedito la naturale traspirazione, portando a un grave squilibrio elettrolitico e a disidratazione irreversibile.

## Nella cultura di massa
Francisco Lázaro è uno dei personaggi sportivi più celebri in Portogallo. A lui sono intitolati una strada di Lisbona e lo stadio della squadra di calcio Clube Futebol Benfica.
Alla storia di Lázaro è ispirato il romanzo Il cimitero dei pianoforti dello scrittore portoghese José Luís Peixoto.